# Stanisław Novák
Stanisław Novák (ur. 1809 w Zubowicach, zm. 1867 w Pieskowej Skale) – szlachcic, uczestnik powstań w 1831 i 1863. W latach 1856–1867 zarządca dóbr w Pieskowej Skale. Wnuk Józefa Nováka, kapitana huzarów węgierskich, który w 1765 osiedlił się w Polsce w okolicy Kolbuszowej.
Stanisław Novák w 1830 studiował filozofię na Uniwersytecie Lwowskim. Po wybuchu powstania listopadowego, współorganizator przyłączenia się grupy studentów z Uniwersytetu, jako ochotników do utworzonego w grudniu 1830 5 Pułku Ułanów Imienia Zamojskich. Pułk ten brał udział w wielu bitwach i potyczkach, a szczególnie zasłużył się męstwem w bitwie o Olszynkę Grochowską. W trakcie kampanii poznał Leona Bończę Rutkowskiego, oficera w 13 Pułku Piechoty Liniowej, z którym połączyła go dozgonna przyjaźń.
Po upadku powstania i rozformowaniu pułku, w październiku 1831 Stanisław Novák powrócił do Lwowa, gdzie został aresztowany przez władze austriackie za udział w powstaniu. Prawdopodobnie wykupiony przez brata Jerzego i zwolniony z więzienia, opuścił na stałe Galicję, osiadając się w Królestwie. W 1846 po śmierci brata Jerzego Nováka, zamordowanego w Parkoszu podczas rzezi galicyjskiej, stał się prawnym opiekunem dziesięcioletniego bratanka, Konstantego.
W Królestwie był dzierżawcą kilku majątków, aby w końcu osiąść jako zarządca w dobrach hrabiego Jana Mieroszewskiego w Pieskowej Skale. Uprzednią dzierżawę majątku Glanów w 1856 objął jego przyjaciel Leon Bończa Rutkowski. Obaj przyjaciele mogli być blisko siebie, a także doprowadzili do małżeństwa swoich dzieci. Córka Rutkowskiego, Marianna wyszła za mąż za usynowionego bratanka Stanisława Nováka, Konstantego.
W powstaniu styczniowym Stanisław Novák brał czynny udział w konspiracji. Pomagał przechodzącym z Galicji do Królestwa oddziałom powstańczym w transporcie broni i żywności, a także udzielał im schronienia. Jego bratanek Konstanty Novák również aktywnie uczestniczył w powstaniu.
Jest pochowany na Starym Cmentarzu w Imbramowicach, we wspólnej mogile z Leonem Rutkowskim, poległym w obronie dworu glanowskiego podczas powstania styczniowego.

## Linki zewnętrzne

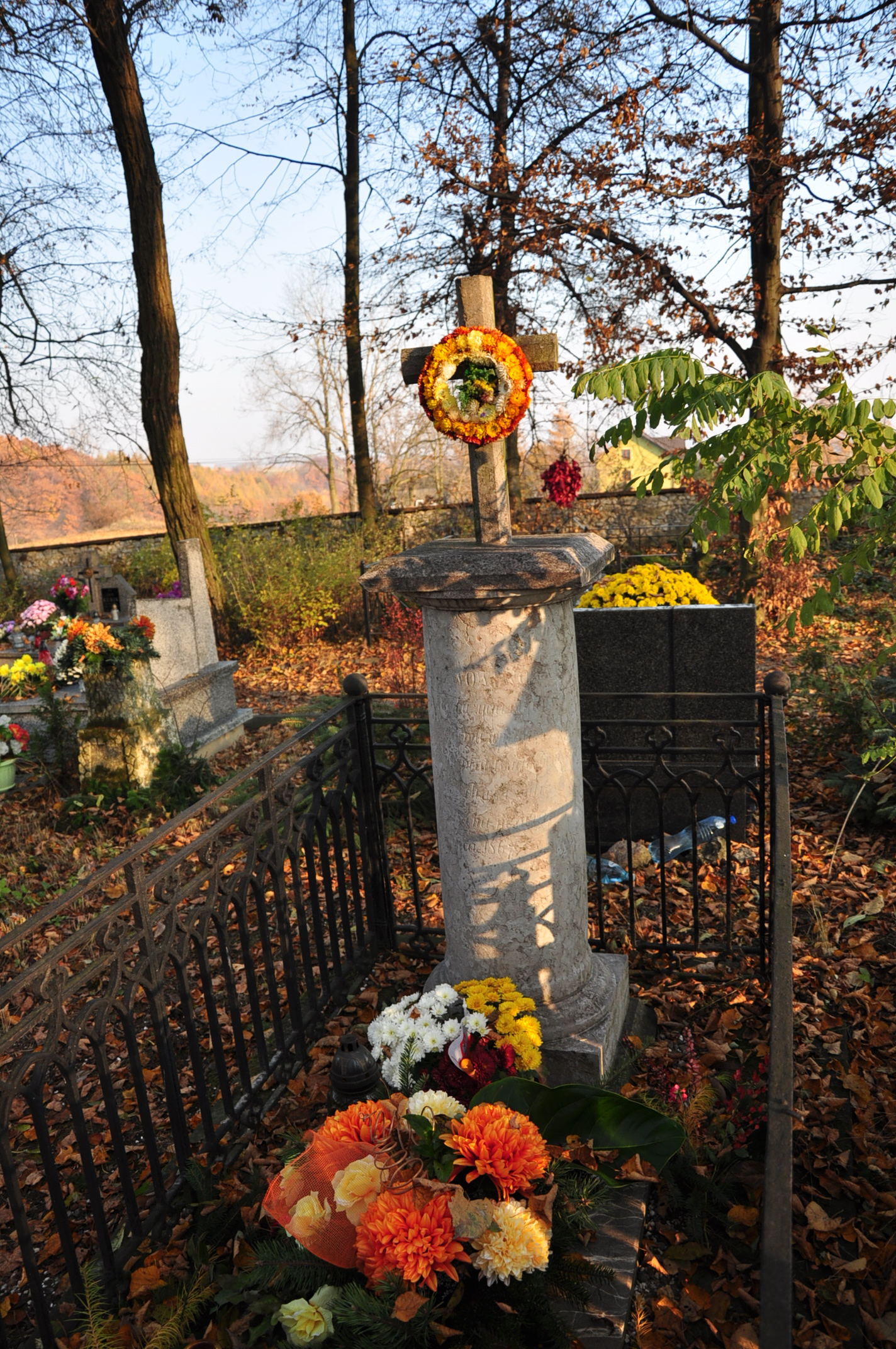
Mogiła Leona Rutkowskiego i Stanisława Nováka
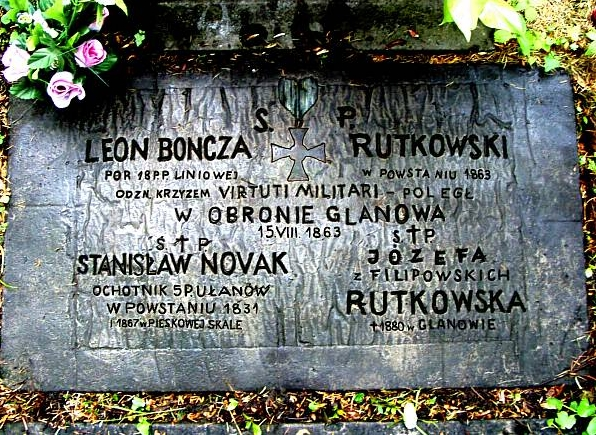
Płyta nagrobna na mogile Leona Rutkowskiego i Stanisława Nováka